# Arenillas de Nuño Pérez
Arenillas de Nuño Pérez es una pedanía del municipio de Villanuño de Valdavia en la provincia de Palencia, en la Comunidad Autónoma de Castilla y León, España. Se encuentra en el margen izquierdo del Valdavia, en el kilómetro 17 de la carretera provincial P236.

## Economía local
Agricultura, ganadería y turismo rural.

## Demografía
Evolución de la población en el siglo XXI
| Gráfica de evolución demográfica de Arenillas de Nuño Pérez entre 2000 y 2020 |
|                                                                               |
| Población de derecho (2000-2020) según el padrón municipal del INE            |

## Historia
El nombre de la villa hace referencia a su teniente, Don Nuño Pérez de Lara, de la poderosa familia noble castellana de los Lara, y tenente también de la capital del municipio Villanuño de Valdavia. Este noble contaba con una casona y unas colmenas arniellas, de donde toma el nombre la población. 
A la caída del Antiguo Régimen la localidad se constituye en municipio constitucional que en el censo de 1842 contaba con 19 hogares y 98 vecinos, para posteriormente integrarse en Villanuño de Valdavia.

## Patrimonio

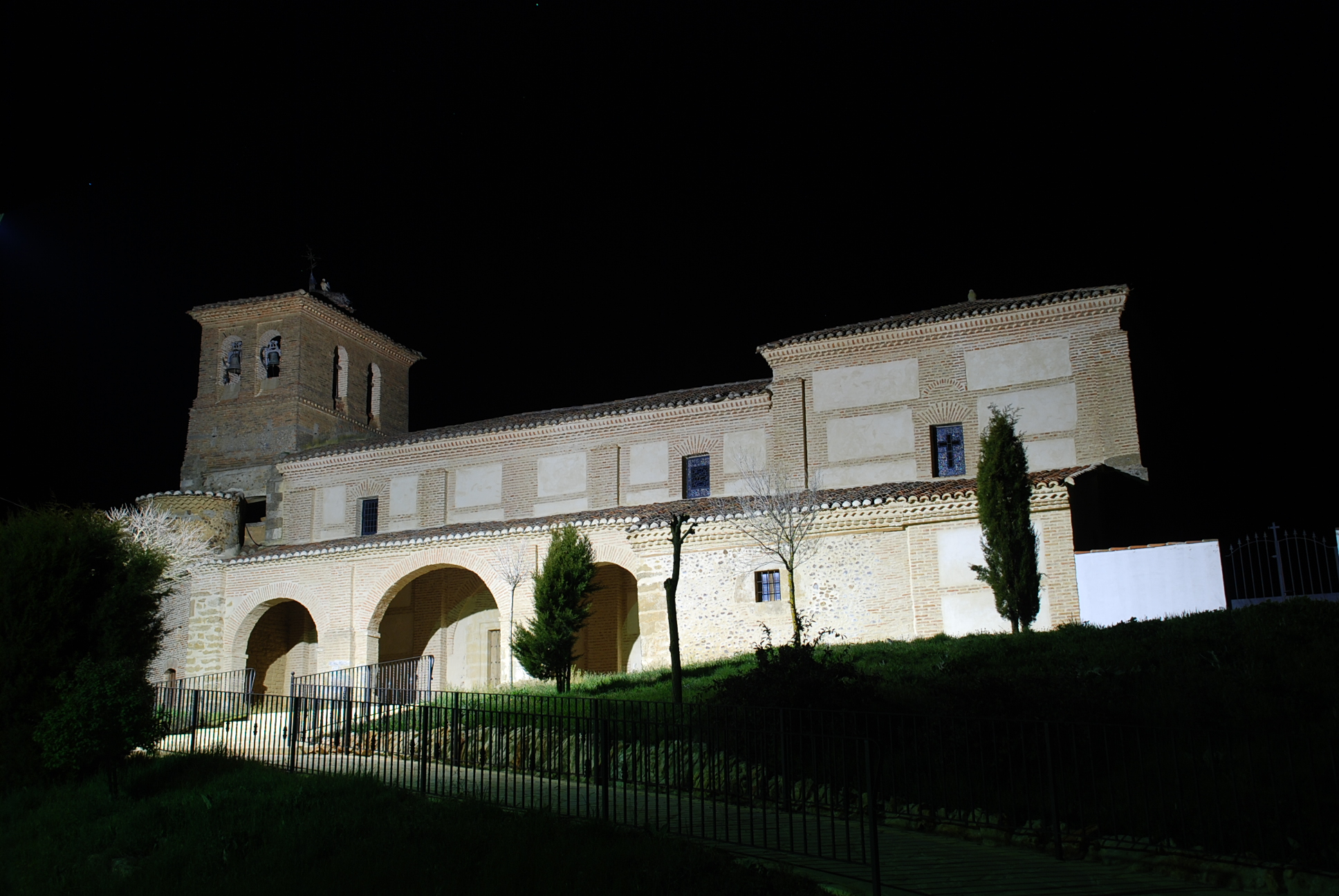
Vista Nocturna de la Iglesia de Arenillas de Nuño Pérez.

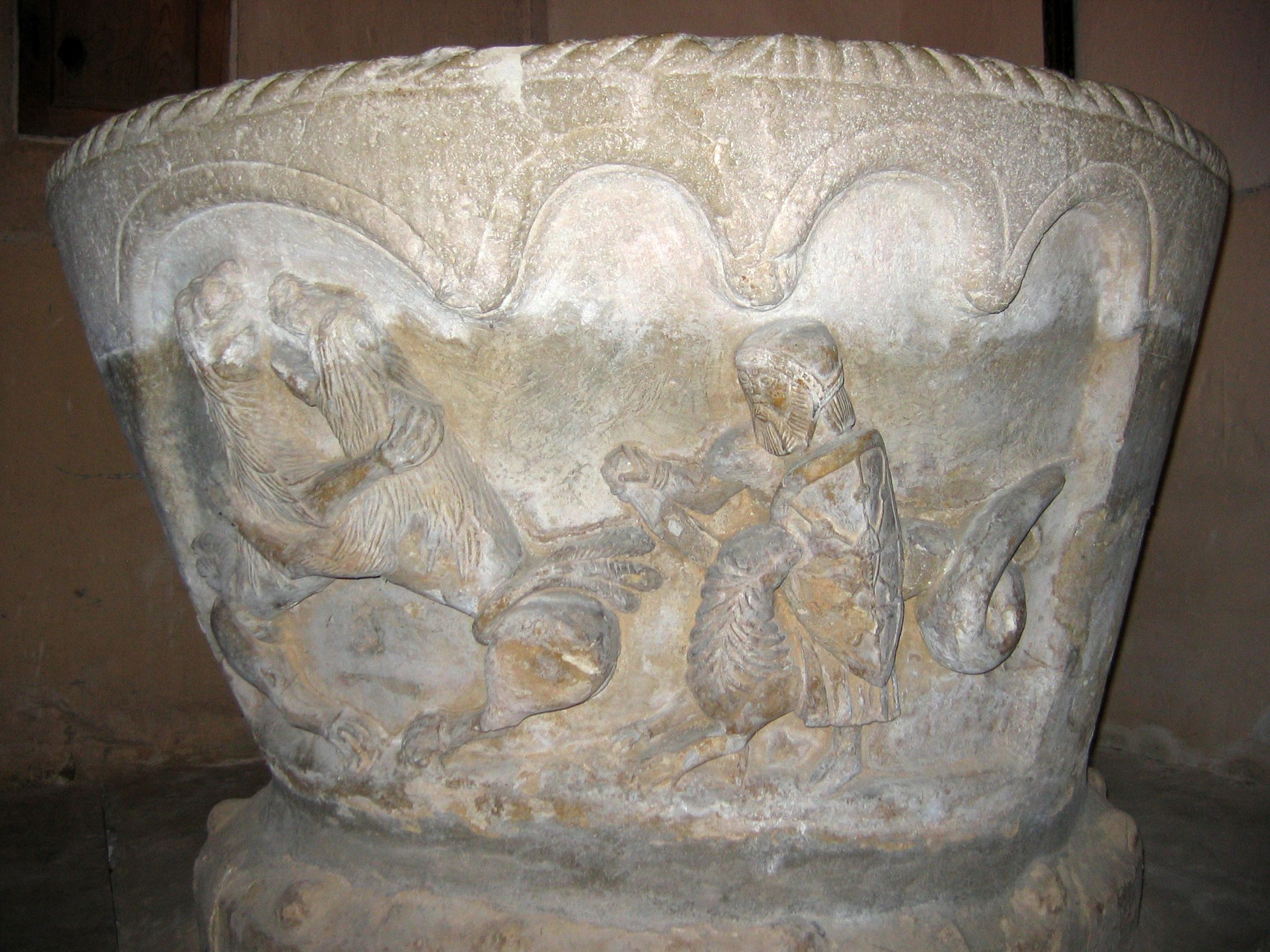
Detalle de la pila bautismal en la Iglesias de San Cristóbal.

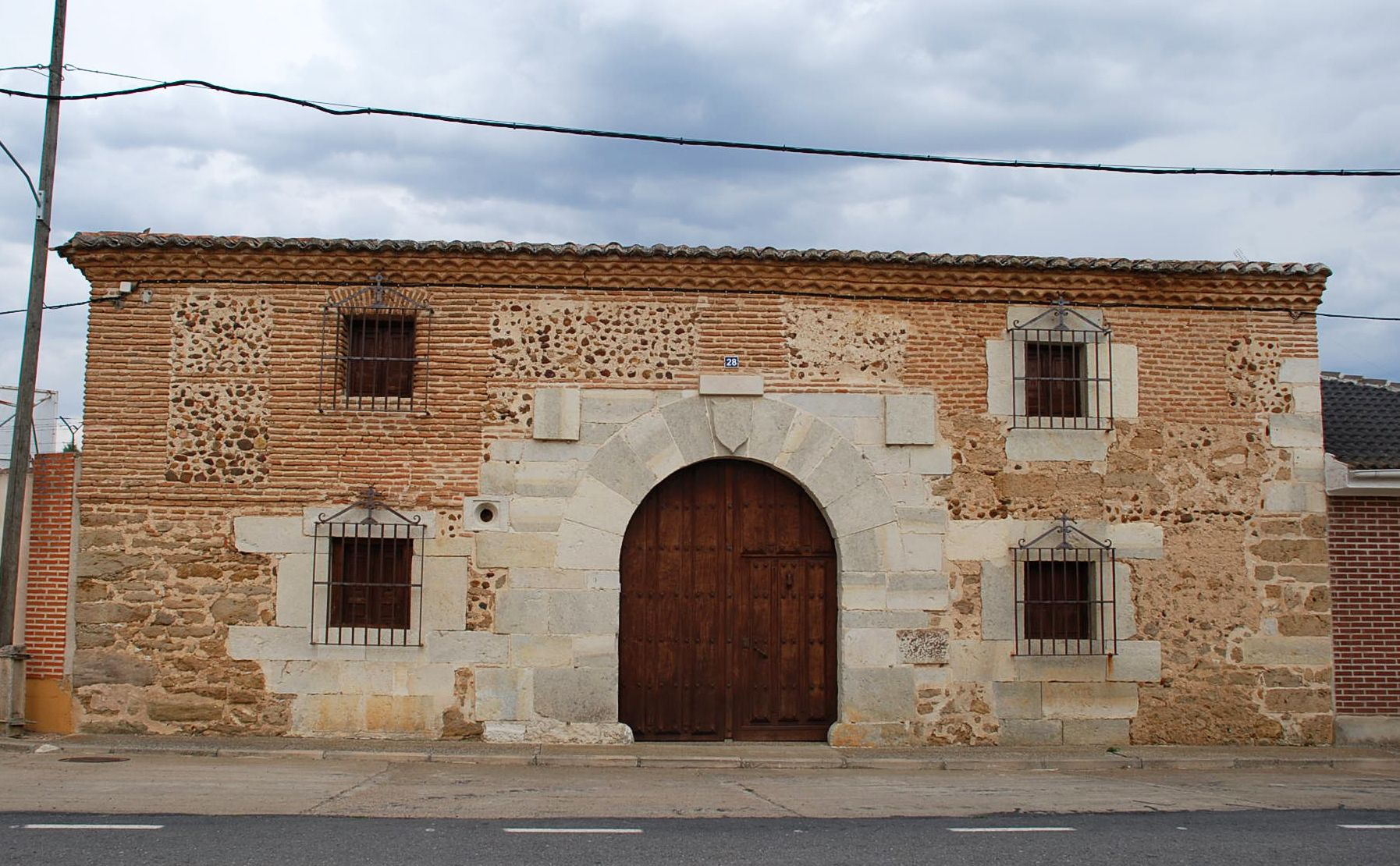
Casona solariega en Arenillas de Nuño Pérez sobre el solar que la tradición popular atribuye a la casona original del conde.

- Iglesia de San Cristóbal: Templo en origen románico, fue modificado en el siglo XVI. De la época románica aún se conservan las troneras de la torre primitiva, así como un excelente pila bautismal del siglo XII. Ubicada debajo del coro, su formato es troncocónico y tiene como temas centrales a dos leones sumidos en feroz batalla y lucha de un caballero contra un dragón. Tiene una copa decorada parcialmente en su exterior, distribuida en dos escenas enmarcadas por un espacio rehundido. Por un lado se representa el combate entre un caballero y un dragón y por otra el enfrentamiento entre una pareja de leones. Generalmente estas luchas se refieren a la lucha entre el bien y el mal. En 1817, la parroquia se encontraba bajo la advocación de Santiago tal y como recoge Pascual Madoz en su Diccionario geográfico,[4] cambiando su titularidad a la de San Cristóbal, santo patrón de los viajeros, con posterioridad y hasta la fecha actual.
- Casa de los Leones: La tradición popular atribuye el solar sobre el que se edifica esta casa solariega, también conocida como la "Casa de las Brujas" , del siglo XVI-XVII, como el mismo solar en el que el tenente D. Nuño Pérez tenía su casona. El nombre de la misma se debe a que hasta principios del siglo XX la casa contaba con las estatuas de dos leones en su entrada. Actualmente se desconoce su paradero.